# Kongli, Bhalki
Kongli là một làng thuộc tehsil Bhalki, huyện Bidar, bang Karnataka, Ấn Độ.